# Tiassé Koné
Tiassé Koné (ur. 17 października 1987 w Abidżanie) zawodnik z Wybrzeża Kości Słoniowej grający na pozycji bramkarza. Jest wychowankiem klubu Africa Sports National. W 2008 roku odszedł do Spartaka Nalczyk. Natomiast w 2009 roku grał w belgijskim UR Namur. W 2009 roku ponownie grał w zespole Africa Sports. W 2010 roku odszedł do klubu Issia Wazy FC. W latach 2012–2015 grał w ASEC Mimosas. Został powołany na Puchar Narodów Afryki w Ghanie.